# Birgit Koschischek
Birgit Koschischek (ur. 22 maja 1987 w Wiedniu) – austriacka pływaczka, uczestniczka igrzysk w Londynie i Pekinie, zdobywczyni brązowego medalu w czasie Wojskowych Igrzysk Sportowych 2007.

## Kariera

### Igrzyska wojskowe
Zadebiutowała na Światowych Wojskowych Igrzyskach Sportowych 2007 w Hyderabat, zdobywając brązowy medal na 100 m stylem dowolnym (z czasem 57:62).

### Igrzyska olimpijskie
Uczestniczka igrzysk olimpijskich w Pekinie. W wieku 25 lat brała udział w konkurencji 100 metrów motylkiem na letnich igrzyskach olimpijskich w Londynie, uzyskując czas 1:00:54, co dało jej 37. miejsce.

### Mistrzostwa Europy
Krótko po olimpiadzie, Koschischek pobiła dwa kolejne rekordy krajowe w czasie mistrzostw Europy w Rijece w 2008 roku na krótkim basenie.

## Źródła
- https://web.archive.org/web/20100130144409/http://www.sports-reference.com/olympics/athletes/ko/birgit-koschischek-1.html
- https://www.olympic.org/birgit-koschischek
- https://web.archive.org/web/20160805121545/http://www.head.com/us/athletes/swimming/birgit-koschischek/
- http://sportv1.orf.at/081208-10790/?href=http%3A%2F%2Fsportv1.orf.at%2F081208-10790%2F10792bigstory_txt.html
- https://web.archive.org/web/20160304062947/http://ergebnisse.osv.or.at/Files/Records/AUT/0000-0.pdf